# Gentiana punctata
Gentiana punctata es una especie de planta fanerógama, perteneciente a la familia de las gencianáceas. Es originaria del sur de Europa.

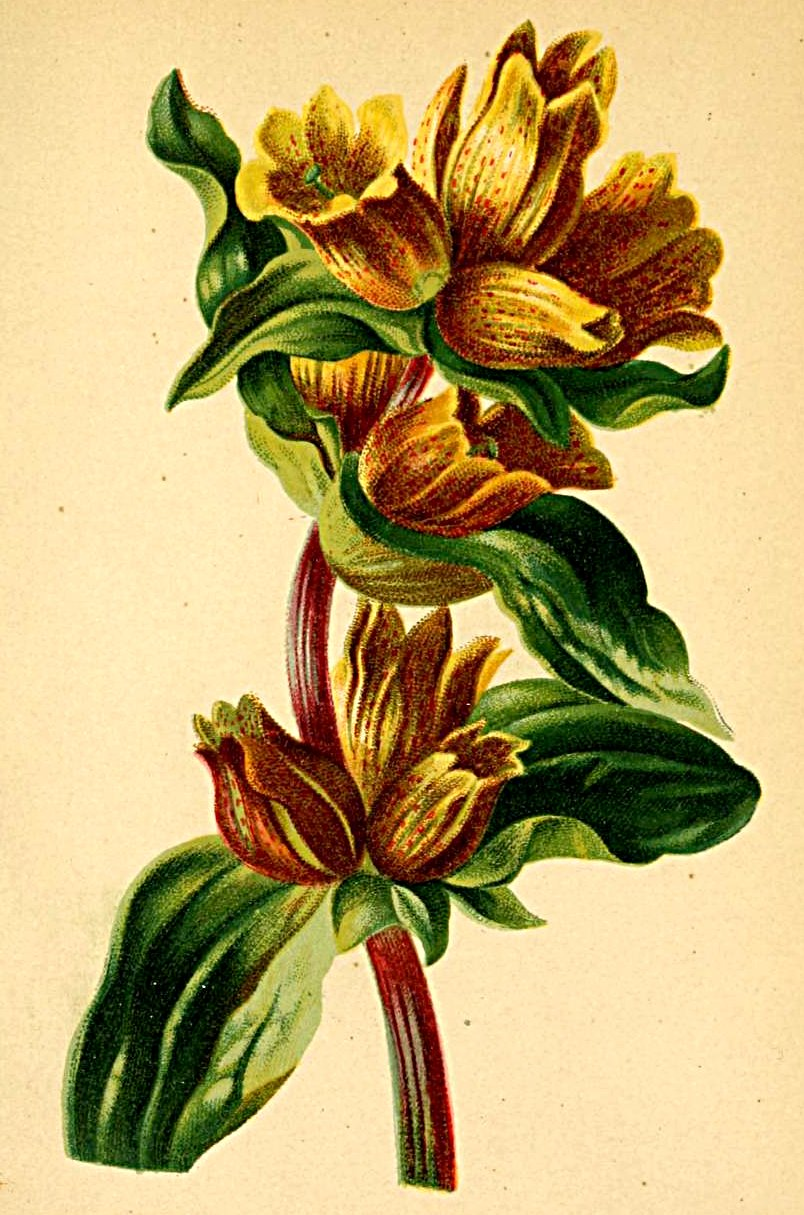
Ilustración

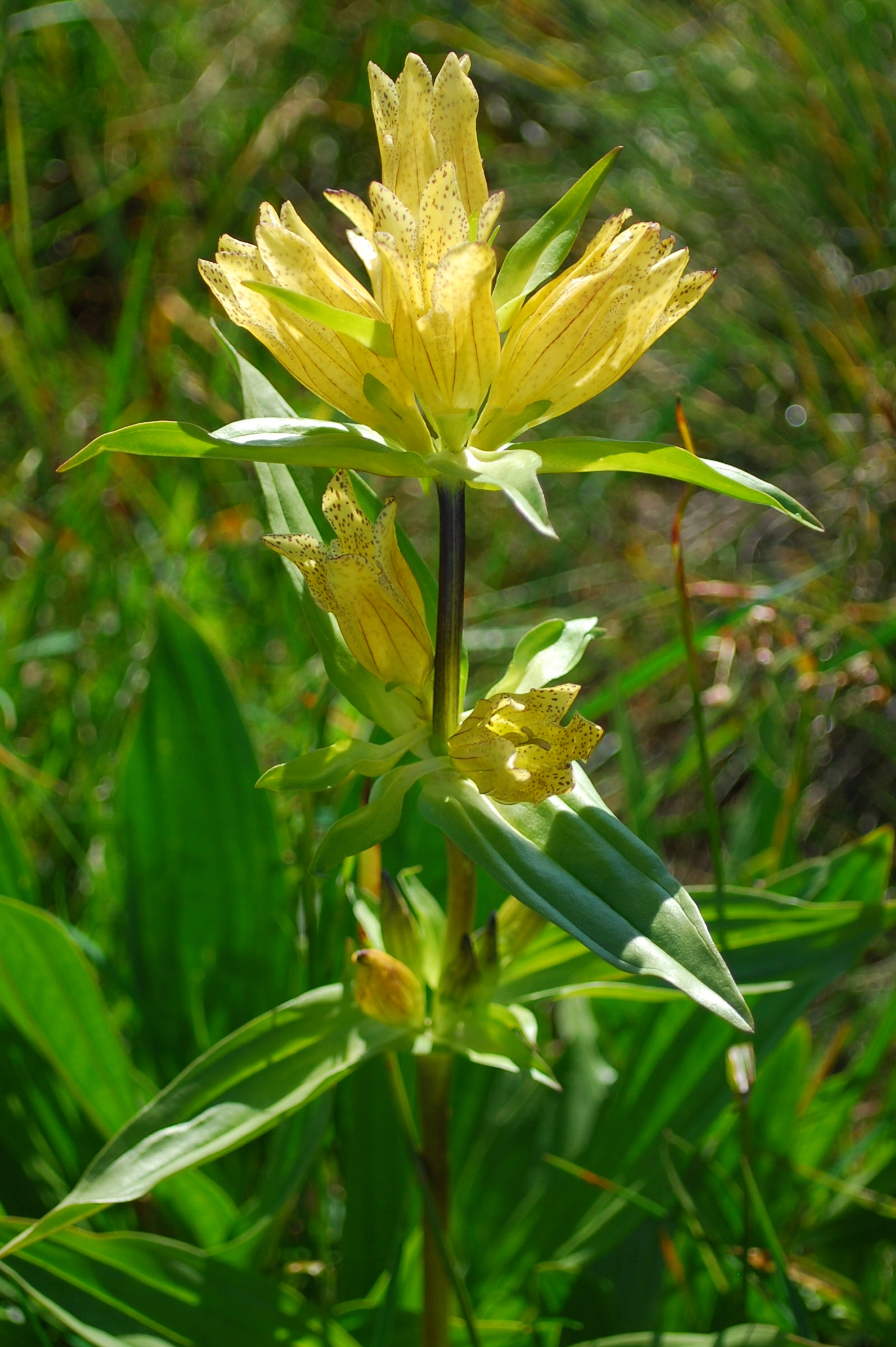
Vista de la planta

## Distribución  y hábitat
Es una planta perenne que alcanza un tamaño de hasta 0,6 m de altura. Se encuentra en flor de junio a julio. Las flores son hermafroditas (tiene órganos masculinos y femeninos) y son polinizadas por abejorros, mariposas.

## Hábitat
Se encuentra en los pastos pedregosos, en los fondos de hierba de circos de montaña, canchales y morrenas, entre los rododendros y en los bosques de coníferas, tanto en piedra caliza como en rocas ígneas.

## Propiedades
La especie es una de las varias que son la fuente de la raíz de genciana medicinal. La raíz de genciana tiene una larga historia de uso como un amargo de hierbas en el tratamiento de trastornos digestivos y es un ingrediente de muchos medicamentos patentados. Contiene algunas de los compuestos más amargos conocidos y se utiliza como una base científica para la medición del amargor. Es especialmente útil en estados de agotamiento de una enfermedad crónica y en todos los casos de debilidad, la debilidad del sistema digestivo y la falta de apetito. Es uno de los mejores reforzantes del sistema humano, estimula  el hígado, la vesícula biliar y el sistema digestivo, y es un excelente tónico para combinar con un purgante a fin de evitar sus efectos debilitantes.

## Taxonomía
Gentiana punctata fue descrita por  Carlos Linneo y publicado en Species Plantarum 1: 227. 1753.
Etimología
Gentiana: nombre genérico que según Plinio el Viejo y Dioscórides, su nombre deriva del de Gentio, rey de Iliria en el siglo II a. C., a quien se atribuía el descubrimiento del valor curativo de la Gentiana lutea.
punctata: epíteto latino que significa "moteado, con puntos".
Sinonimia
- Coilantha campanulata G.Don
- Coilantha punctata G.Don
- Gentiana campanulata Jacq.
- Gentiana immaculata Pers.
- Gentiana purpurea Vill.
- Gentianusa punctata (L.) Pohl
- Lexipyretum punctatum Dulac
- Pneumonanthe campanulata F.W.Schmidt
- Pneumonanthe campestris F.W.Schmidt ex Steud.
- Pneumonanthe punctata F.W.Schmidt[6]